# ويليام باول روبرتس
ويليام باول روبرتس (بالإنجليزية: William Paul Roberts) هو ضابط أمريكي، ولد في 11 يوليو 1841 في مقاطعة غيتس في الولايات المتحدة، وتوفي في 28 مارس 1910 في نورفولك في الولايات المتحدة.